# Larry Holden
Larry Holden (* 15. Mai 1961 in Framingham, Massachusetts; † 13. Februar 2011 in Orange, Massachusetts) war ein US-amerikanischer Schauspieler.

## Leben
Holden war der Sohn eines Offiziers. 1991 spielte er in dem Film Der Lichtbogen mit. Als Fernsehdarsteller war er in Episoden verschiedener Fernsehserien zu, darunter Für alle Fälle Fitz, Charmed – Zauberhafte Hexen sowie CSI: Den Tätern auf der Spur.
Außerdem gehörte er zur Stammbesetzung des Regisseurs Christopher Nolan und spielte Nebenrollen in dessen Filmen Memento, Insomnia – Schlaflos und Batman Begins.
Neben seiner Arbeit als Darsteller war Holden als Regisseur und Drehbuchautor tätig. Unter seiner Leitung entstanden im Zeitraum von 2002 bis 2009 mehrere Independent-Filme. Sein erstes eigenes Filmprojekt namens My Father’s House wurde 2002 auf dem New York International Independent Film & Video Festival mit dem Independent Achievement Award ausgezeichnet.
Im Jahr 2010 wurde bei Holden Krebs diagnostiziert. Ein Jahr später verstarb Holden im Alter von 49 Jahren nach schwerer Krankheit. Bis zu seinem Tod war er mit der Norwegerin Hanne Kristiansen verheiratet.

## Filmografie (Auswahl)
- 1991: Der Lichtbogen (The Arc)
- 1991: Das Schicksal der Jackie O. (A Woman Named Jackie, Miniserie)
- 1993: Die Staatsanwältin und der Cop (Reasonable Doubts, Fernsehserie, 2 Folgen)
- 1993: Palm Beach-Duo (Silk Stalkings, Fernsehserie, eine Folge)
- 1994: Renegade – Gnadenlose Jagd (Renegade, Fernsehserie, eine Folge)
- 1994: Die Eisprinzessin und das Biest – Die wahre Geschichte von Tonya und Nancy (Tonya & Nancy: The Inside Story, Fernsehfilm)
- 1995: The Great Defender (Fernsehserie, eine Folge)
- 1996: Mr. Traffic
- 1997: Tear It Down
- 1997: Die Schnüffler von Beverly Hills (Total Security, Fernsehserie, eine Folge)
- 1997: Ein Mann namens Lawless (Lawless, Fernsehserie, eine Folge)
- 1997: Der Sentinel – Im Auge des Jägers (Fernsehserie)
- 1997: The Devil’s Child
- 1997: Night Man (Fernsehserie, eine Folge)
- 1998: Sweet Jane
- 1998: Timecop (Fernsehserie, eine Folge)
- 1998: Ted
- 1998: Mercy Point (Fernsehserie, eine Folge)
- 1998: Every Dog Has Its Day
- 1999: Viper (Fernsehserie)
- 1999: Für alle Fälle Fitz (Cracker, Fernsehserie, eine Folge)
- 1999: Charmed – Zauberhafte Hexen (Charmed, Fernsehserie, eine Folge)
- 2000: Highway to Hell – 18 Räder aus Stahl (18 Wheels of Justice, Fernsehserie, eine Folge)
- 2000: Cover Me: Based on the True Life of an FBI Family (Fernsehserie, eine Folge)
- 2000: Memento
- 2001: Emergency Room – Die Notaufnahme (ER, Fernsehserie, eine Folge)
- 2001: CSI: Den Tätern auf der Spur (CSI: Crime Scene Investigation, Fernsehserie, 2 Folgen)
- 2002: Insomnia – Schlaflos (Insomnia)
- 2005: Batman Begins
- 2007: Downtime
- 2011: Open Vacancy